# Photios (Stiefsohn des Belisar)
Photios (altgriechisch Φώτιος, auch Photeinos, Photinos oder Photius; * 1. Viertel des 6. Jahrhunderts in Konstantinopel; † zwischen 578 und 582) war ein byzantinischer Militär, Diplomat, Mönch, schließlich Abt des Nea-Klosters in Jerusalem. Photios war der Sohn der Antonina, bevor diese den Leibwächter des Kaisers Justinian I. und späteren General Belisar heiratete.
Photios begleitete von 535 bis 540 als Soldat seinen Stiefvater bei dessen Gotenkrieg nach Italien und nahm an der Rückeroberung Siziliens im Jahr 535, im folgenden Jahr an der Belagerung Neapels teil. Von 537 bis 538 war er während der ostgotischen Belagerung mit Belisar und dessen Truppen in Rom. Belisar beauftragte seinen Stiefsohn, den Papst von Theodahads Gnaden, Silverius, festzunehmen, den er anschließend in die Verbannung schickte.
Bald darauf wurde Photios wohl auf Drängen seiner Mutter Antonina, einer guten Freundin der Kaiserin Theodora I., aus Italien abgezogen, angeblich weil er Antoninas amouröse Abenteuer mit Theodosios, dem Patensohn Belisars, durchkreuzte. Im Jahr 541 begleitete Photios, der in diesem Jahr zum Ehrenkonsul erhoben wurde, seinen Stiefvater erneut, nun gegen die Sassaniden, die im Jahr 540 den Ewigen Frieden von 530 gebrochen hatten. Während dieser Kampagne klärte er Belisar über das Verhältnis seiner Mutter mit Theodosios auf. Um die Ehre Belisars wiederherzustellen, entführte Photios den Theodosios in Ephesos und hielt ihn an einem geheimen Ort gefangen. Theodora I., die davon erfuhr, ließ Photios foltern, bis er das Versteck preisgab. Nach der Befreiung des Theodosios wurde Photios inhaftiert und konnte erst nach über drei Jahren fliehen.
Seine Flucht führte ihn nach Jerusalem, wo er Mönch wurde. Unter Justin II. begann Photios im kirchlichen Umfeld eine wichtige Rolle zu spielen und wurde Diplomat und Gesandter für besondere Aufgaben. Reisen führten ihn unter anderem nach Alexandria und Ägypten im Jahr 565/66, um dort eine Einigung zwischen den verfeindeten Kirchen zu erzielen. Im Jahr 571 begleitete er eine kaiserliche Eskorte für den monophysitischen Bischof Konon von Konstantinopel in sein Kloster nach Jerusalem, wo er ihn inhaftierte.
Etwa zwischen 565 und 578, wohl im Jahr 572, war Photios in die Niederschlagung jüdischer und samaritischer Rebellionen in Palästina und Syrien involviert. Als Folge übte er – angemaßt oder übertragen – das imperiale Recht aus, außerordentliche Steuern zu erheben und jegliche Art von Straftätern zu verfolgen.  Er stützte sich hierbei auf eine Schar von Anhängern, unter denen auch weitere Mönche waren. Die feindliche Haltung, die Johannes von Ephesos in seiner Kirchengeschichte gegenüber Photios zeigt, könnte ein Hinweis darauf sein, dass dieser den Monophysitismus in der Region verfolgte.